# Irish Open 1929
Die Irish Open 1929 waren die 23. Austragung dieser internationalen Meisterschaften von Irland im Badminton. Sie fanden in Belfast statt.	

## Finalresultate
| Disziplin    | Sieger                               | Finalist                    | Ergebnis           |
| ------------ | ------------------------------------ | --------------------------- | ------------------ |
| Herreneinzel | Willoughby Hamilton                  | Arthur Hamilton             | 15–8, 15–10        |
| Dameneinzel  | Derreen Good                         | Allen                       | 11–4, 11–9         |
| Herrendoppel | J. D. M. McCallum George Alan Thomas | O. L. Goldsmith E. D. Hill  | 10–15, 17–14, 15–5 |
| Damendoppel  | D. Pilkington Ada Good               | C. T. Duncan Mavis Hamilton | 15–5, 15–2         |
| Mixed        | James Barr C. T. Duncan              | J. Mathie Dickie            | 15–9, 15–11        |